# Victor Mirshawka
Victor Mirshawka (Cherni, 27 de abril de 1941) é um ex-jogador de basquetebol brasileiro, campeão mundial e medalhista olímpico com a Seleção Brasileira.

## Biografia
Victor começou sua carreira no basquete aos 14 anos, quando já jogava pelo Clube de Regatas Tietê e mesmo como atleta profissional, conseguiu conciliar a faculdade de engenharia, onde se formou na Universidade Presbiteriana Mackenzie em 1964.
Integrou a equipe que disputou o Campeonato Mundial de 1963, onde atuou em seis partidas e marcou um total de 90 pontos, ajudando o Brasil a conquistar o título. Também em 1963 conquistou a medalha de prata nos Jogos Pan-Americanos de São Paulo e foi campeão na Universíada de Porto Alegre. No ano seguinte integrou a equipe olímpica para os Jogos de 1964, que obteve a medalha de bronze.
Mirshawka fez toda sua carreira em clubes por São Paulo, onde defendeu as equipes do Tietê, Palmeiras, Sírio (campeão brasileiro em 1972), Corinthians e Monte Líbano, neste último onde encerrou sua carreira em 1981.
Mestre em Estatística Aplicada pela Universidade de São Paulo, Mirshawka trabalhou em várias instituições de ensino superior. Na Fundação Armando Álvares Penteado (FAAP) trabalhou por mais de 40 anos onde ocupou vários cargos de direção, desde diretor da faculdade de Engenharia até Diretor Cultural da Fundação. É autor de vários livros: Qualidade da Criatividade (volumes 1 e 2), Qualidade com Humor (volumes 1, 2 e 3), Gestão Criativa, Empreender é a Solução, O Boom na Educação e A Roda da Melhoria. E editor-chefe da Revista Criática, primeiro periódico nacional a falar sobre Economia Criativa.